# Ліптовський Міхал
Ліптовски Міхал (словац. Liptovský Michal) — село, громада округу Ружомберок, Жилінський край. Кадастрова площа громади — 1.59 км².
Населення 308 осіб (станом на 31 грудня 2018 року). Протікає річка Люпчянка.

## Історія
Ліптовски Міхал згадується 1331 року.

## Населення
| Рік:            | 1994. | 2004.   | 2014.    | 2024.   |
| --------------- | ----- | ------- | -------- | ------- |
| Кількість осіб: | 249   | 269     | 302      | 306     |
| Різниця:        |       | +8,03 % | +12,26 % | +1,32 % |

| Рік:            | 2023. | 2024.   |
| --------------- | ----- | ------- |
| Кількість осіб: | 302   | 306     |
| Різниця:        |       | +1,32 % |